# 野中尚人
野中 尚人（のなか なおと、1958年5月4日 - ）は、日本の政治学者。専門は比較政治学、日本政治。

## 来歴
高知県出身。1984年東京大学文学部西洋史学科卒業、1993年東京大学大学院総合文化研究科国際関係論専攻博士課程修了、博士（学術）の学位を取得。財団法人アジア太平洋研究会研究員、同主任研究員、静岡県立大学国際関係学部助手などを経て、現在は学習院大学法学部教授。

## 著書

### 単著
- 『自民党政権下の政治エリート――新制度論による日仏比較』（東京大学出版会, 1995年）
- 『自民党政治の終わり』（筑摩書房［ちくま新書］, 2008年）
- 『さらばガラパゴス政治 - 決められる日本に作り直す』（日本経済新聞出版社, 2013年）

### 共著
- （大嶽秀夫）『政治過程の比較分析――フランスと日本』（放送大学教育振興会, 1999年）

## 学術論文
- 「新制度論と日本政治」『学習院大学法学会雑誌』32巻2号（1997年）
- 「先祖帰り？――連立政権時代における政策過程の変容」『レヴァイアサン臨時増刊「連立政権下の政党再編と政策決定』（1998年）
- 「戦略的思考の制度的消耗――国内政治と日本のアジア外交」『学習院大学法学会雑誌』35巻1号（1999年）
- 「日本外交の国内的源泉――1990年代における統治構造の変化とその含意」『学習院大学法学会雑誌』37巻2号（2002年）
- 「租税システムの近代化と半主権的議会」『学習院大学法学会雑誌』40巻1号（2004年）
- 「高級行政官僚の人事システムについての日仏比較と執政中枢論への展望」日本比較政治学会編『日本政治を比較する』（早稲田大学出版部, 2005年）
- 「国会議員の接触行動と自己影響力の認識パターン――自民党一党優位体制下の構造とその変化」『学習院大学法学会雑誌』42巻2号（2007年）
- 「幹部行政官僚の人事システムと政策の総合調整――フランスと日本」『学習院大学法学会雑誌』43巻2号（2008年）

## テレビ出演
- 日曜討論「衆院選　自公2/3維持 日本政治の行方は」（2014年12月21日、NHK）